# Моторин, Михаил Иванович
Михаил Иванович Мото́рин (также Мато́рин; ? — 1748/1750) — русский литейщик, колокольных дел мастер. Последний известный представитель династии колокольных мастеров Моториных. Знаменит в первую очередь руководством работ по изготовлению Царь-колокола.

## Биография
Дата рождения неизвестна, предположительно родился в Москве в начале XVIII века. Отец Михаила И. Ф. Моторин владел колокольным заводом. Именно ему было поручено отлить большой Успенский колокол (как официально назывался Царь-колокол). Попытка отливки была осуществлена в ноябре 1734 года и окончилась неудачей. 19 августа 1735 года И. Ф. Моторин скончался.
Ответственным за продолжение работ был назначен Михаил Иванович. Отливка была успешно осуществлена ночью 24-25 ноября 1735 года. Вес изготовленного колокола составил 12327 пудов (201924 кг), таким образом на тот момент он являлся самым большим в мире. Было начато художественное оформление колокола, завершить которое было не суждено. 19 мая 1737 года случился сильный пожар, на колокол, находившийся в литейной яме рухнула горящая крыша амбара. В результате неравномерного охлаждения при тушении водой колокол пошёл трещинами, и от него откололся большой кусок. После этого Царь-колокол почти сто лет так и пролежал в яме, на постамент его воздвигли только в 1836 году.
В мае 1736 года поступила челобитная от М. И. Моторина, в которой он просил вознаградить его за отливку Царь-колокола. Он также указывал, что ему требуются средства на восстановление завода, который сгорел в результате пожара в 1735 году. Спустя пять месяцев его прошение было удовлетворено, указом Сената ему была присуждены 1000 рублей и «ранг цехмейстера литейных дел».
Был дважды женат. Первая жена — Стефанида Семёнова. После смерти первой жены сочетался браком с Екатериной (Катериной) Артемьевной (не позднее 1742 года). М. И. Моторин скончался в конце 1740-х годов (указываются даты 1748 или 1750). У него остались двое детей, дочь Матрёна и сын Сергей. Некоторое время заводом Моториных управляла его вдова. Документально прослеживается её деятельность до 1760 года. Сын Сергей отцовское дело не продолжил и не был обучен литейному делу, поскольку на момент смерти Михаила Ивановича был ещё ребёнком. В 1760-х годах завод был продан, возможно ещё при жизни Катерины Артемьевны.